# 世田谷美術館

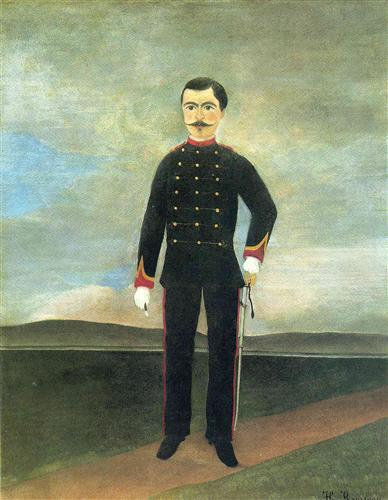
アンリ・ルソー 『フリュマンス・ビッシュの肖像』 1893年頃

世田谷美術館（せたがやびじゅつかん）は、東京都世田谷区の砧公園のなかにある美術館である。

## 沿革
1986年に開館し、当初から素朴芸術やアウトサイダー・アートと呼ばれる、正規の美術教育を受けていない非専門家による作品を収集してきた。それは世田谷という暮らしと密接した地域だからこその、身近に親しまれる芸術を志向したことによる。開館当初に「芸術と素朴」展を開催した（素朴派）。
隣接する世田谷清掃工場のゴミ処理の余熱を館内の熱供給に再利用している。

## コレクション
- アンリ・ルソー 「フリュマンス・ビッシュの肖像」
- ジャン＝ミシェル・バスキア "See"
- オルネオーレ・メテルリ 「楽師と猫」
- マックス・エルンスト 「ヤヌス」(ブロンズ像)
- ジョアン・ミロ 「人と鳥」(ブロンズ像)
- デイヴィッド・ホックニー　「大仏＃8」(コラージュ)
- 草間彌生 「君は死して今」
- 長谷川潔 「奇術」
- 山下清 「晩秋」
- 片岡球子 「面構」
- 横尾忠則 「青い沈黙」
- 荒木経惟 「さっちんとマー坊」
- 北大路魯山人 「年魚図」他

## 建築概要
1986年（昭和61年）3月30日開館。

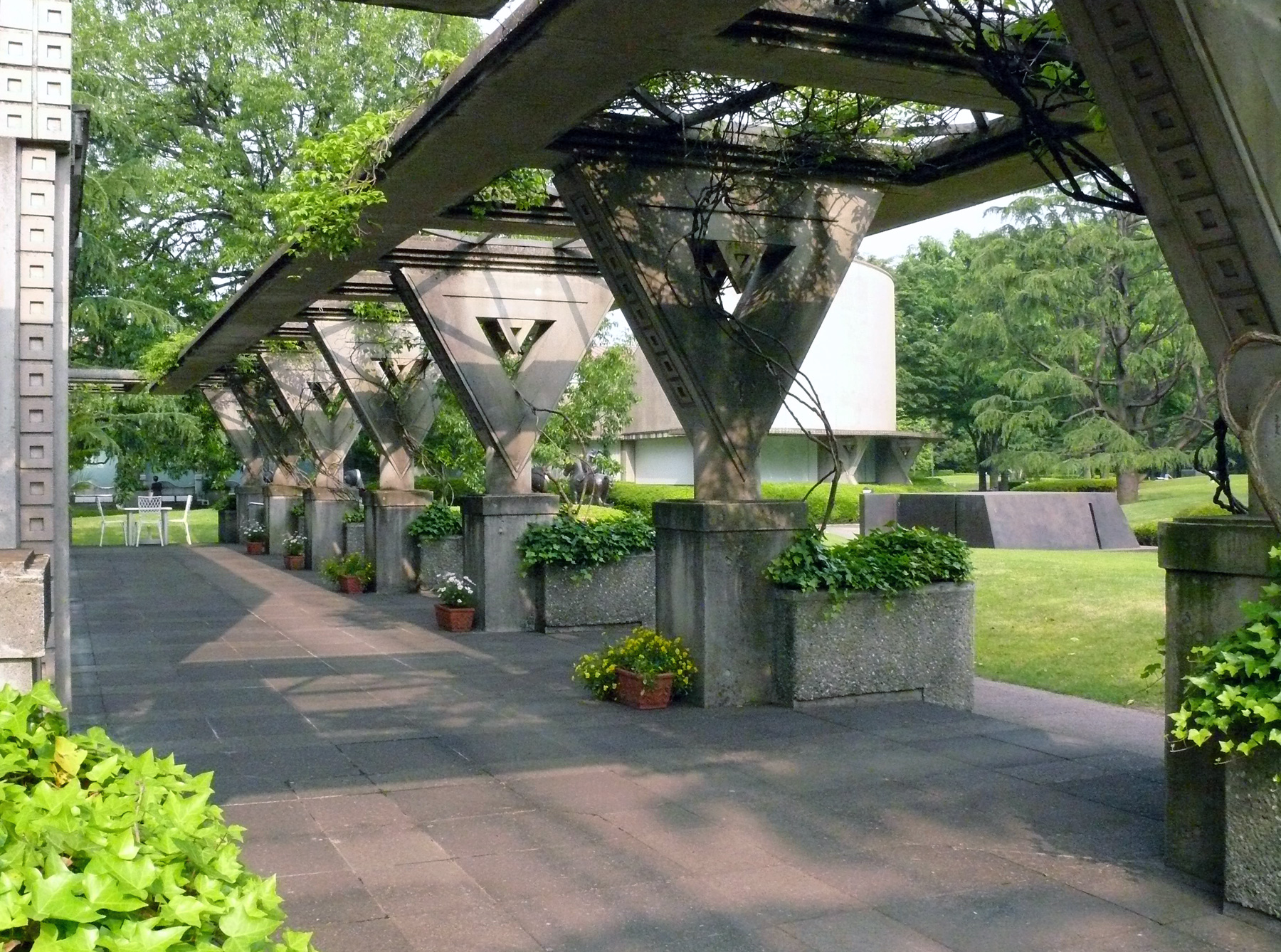
パーゴラ。この正三角形のモティーフが建物各所に用いられている。

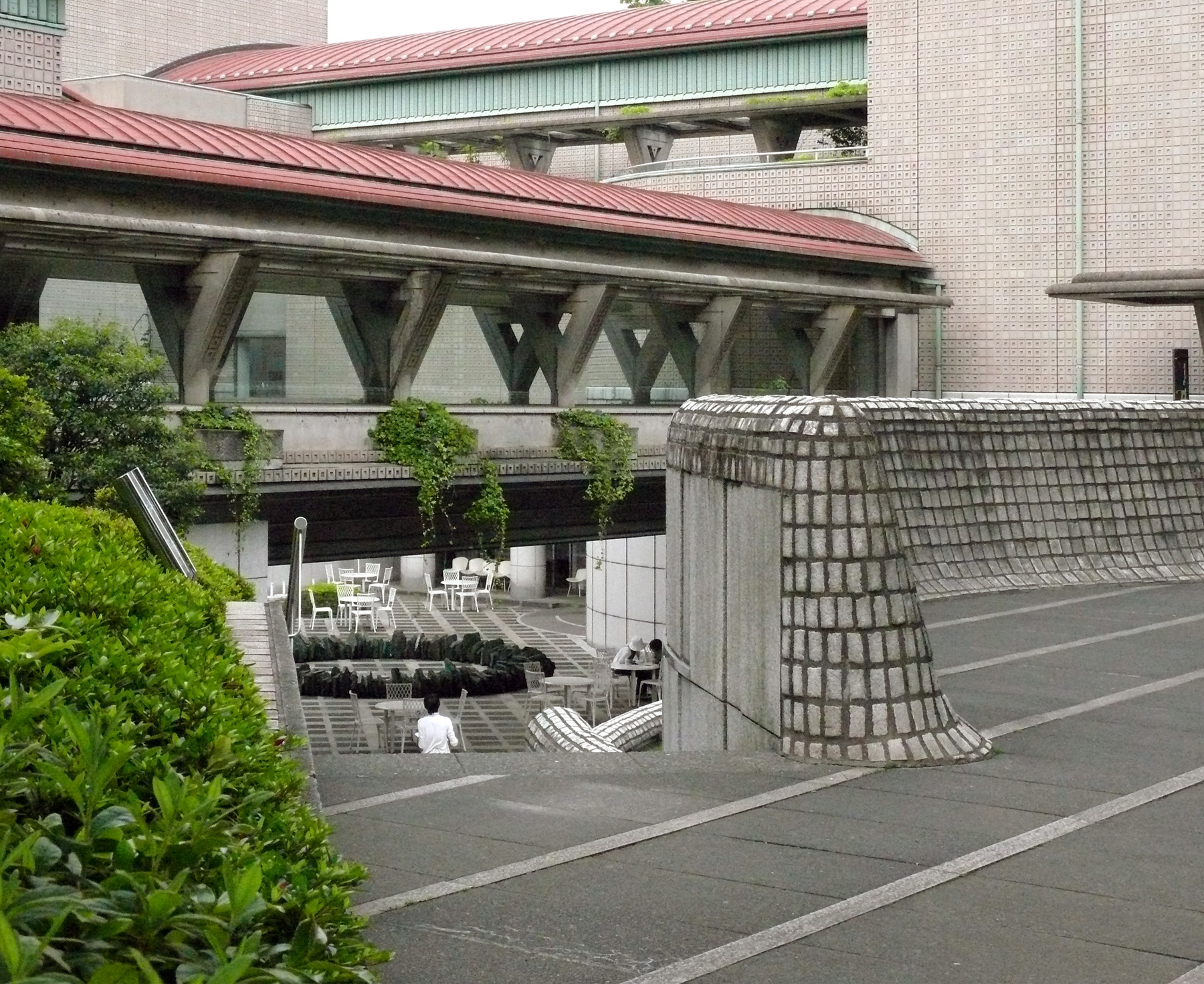
サンクンガーデンおよび渡り廊下。

砧公園の一角に位置する。竣工は1985年、延床面積は8,223m2、建築面積は4,882m2の鉄筋コンクリート造。
第13回(2013年度)日本建築家協会25年賞受賞。
建築家内井昭蔵の作品であり（代表作とされることもある）、内井はこの作品で毎日芸術賞・日本芸術院賞を受賞している。
地下1階・地上2階で、公園の背の高い木々に埋まるように有機的な平面形状で展開される建築物である。統一された正方形の凹凸でコンクリートに表情を造り、正三角形のトラス状の柱を全体の共通モチーフとして多用するなどの特徴的なディテール設計についても評価が高い。

### 主な設備
- 収蔵品展示室
- 企画展示室
- 区民ギャラリー
- 創作室
- 講堂
- ミュージアムショップ
- レストラン・フランス料理 ル・ジャルダン
- カフェ セタビカフェ（旧ボーシャン）
- ライブラリー

## 分館
区内に住んでいた画家の住まいを美術館としたもの。
- 向井潤吉アトリエ館（世田谷区弦巻2-5-1）
- 清川泰次記念ギャラリー（世田谷区成城2-22-17）

老朽化したアトリエを解体、新築したもの。
- 宮本三郎記念美術館（世田谷区奥沢5-38-13）

## 主な関係者

### 館長
- 大島清次 - 初代館長(1985年～2003年3月)
- 酒井忠康 - 二代目館長(2004年4月～2024年3月)
- 橋本善八(2024年4月より館長)

### 学芸員
- 長谷川祐子 - 学芸員(1993年～1999年)
- 東谷隆司 - 学芸員(1995年～1999年)
- 鷲田めるろ - 非常勤学芸員(1999年)
- 塚田美紀 - 学芸員（2000年〜）
- 吉田絵美 - 学芸員